# Castor (skib)
 For alternative betydninger, se Castor. (Se også artikler, som begynder med Castor)
Castor var et dampbarkskib, som forsvandt sporløst ved Kap Farvel med hele besætningen på 20 mand og fem passagerer på hjemrejsen fra Julianehåb till København. Skibet afgik fra Julianehåb den 7. oktober og blev sidst set ud for Nanortalik i oktober 1896. Først troede man, at skibet havde overvintret i Grønland.
Da ulykken skete før radioens tid, herskede stor usikkerhed, når skibene udeblev. Hele vinteren 1896/1897 troede man i København, at skibet måske havde overvintret i Angmagssalik, hvor det skulle lægge ind på hjemturen fra Julianehåb. Først i oktober 1897, da man havde haft ny forbindelse med denne østgrønlandske koloni, fik man vished for, at Castor havde været der, men var afsejlet igen. Først da bekræftedes endelig det, man havde frygtet, at skibet var forlist. 
Castor var et ældre fartøj bygget af eg og fyr i 1886 af O.M. Olsen i Sandefjord. Det blev solgt af A/S Oceana i 1896 til Den Kongelige Grønlandske Handel som erstatning for Hvidbjørnen. Skibet var et dampbarkskib, dvs med sejl og dampmaskine.

## Omkomne
- Claus Bonde Sartor, skibskaptajn under Grønlands Styrelsen
- Carl Ringsted, kolonibestyrer i Grønland
- Agnes Kirstine Johanne Rassow (født Hansen g: Udstedsbestyrer Georg Valdemar Rassow) og deres 2 yngste børn
- Peter Christian Rasmussen, besætning på Castor. Fødsel 15 juli 1862, Helligånds sogn København. Død 1896 okt, forsvundet med skibet "Castor".
- Victor Louis Larsen, Matros Castor født 16/3-1871 København.